# Streblosa myriocarpa
Streblosa myriocarpa är en måreväxtart som beskrevs av Elmer Drew Merrill. Streblosa myriocarpa ingår i släktet Streblosa och familjen måreväxter. Inga underarter finns listade i Catalogue of Life.